# The Silos (Montana)
The Silos es un lugar designado por el censo ubicado en el condado de Broadwater en el estado estadounidense de Montana. En el Censo de 2010 tenía una población de 506 habitantes y una densidad poblacional de 37,93 personas por km².

## Geografía
The Silos se encuentra ubicado en las coordenadas 46°23′54″N 111°35′11″O / 46.39833, -111.58639. Según la Oficina del Censo de los Estados Unidos, The Silos tiene una superficie total de 13.34 km², de la cual 13.34 km² corresponden a tierra firme y (0%) 0 km² es agua.

## Demografía
Según el censo de 2010, había 506 personas residiendo en The Silos. La densidad de población era de 37,93 hab./km². De los 506 habitantes, The Silos estaba compuesto por el 98.02% blancos, el 0.79% eran afroamericanos, el 0.4% eran amerindios, el 0% eran asiáticos, el 0% eran isleños del Pacífico, el 0.2% eran de otras razas y el 0.59% pertenecían a dos o más razas. Del total de la población el 4.55% eran hispanos o latinos de cualquier raza.